# Surakarta
Surakarta (ejtsdː Szurakarta, a köznapi életben Solo (Szolo)-nak nevezik) város Indonéziában, Jáva szigetén, Közép-Jáva (Jawa Tengah) tartományban. Lakossága 520 ezer fő volt 2006-ban.
Gazdaságának fő ágai a gépgyártás, textilipar, bútor-, cigaretta- és élelmiszeripar. A város környékén elsősorban rizst, cukornádat, kukoricát, maniókát, gumifát (kaucsuk) termesztenek.

## Nevezetes szülöttei
- Willem Johan van Blommestein (1905–1985), mérnök
- Alexander Djajasiswaja (1931–2006), katolikus pap
- Willibrordus S. Rendra (1935–2009),  költő, drámaíró, színész, rendező
- Luluk Purwanto (* 1959), jazz-zenész
- Edhi Handoko (1960–2009), sakk nagymester
- Rio Haryanto (* 1993), autóversenyző
- Wynne Prakusya (* 1981), teniszező
- Joko Widodo (* 1961), Indonézia elnöke

## Főbb látnivalók
- Keraton Surakarta (Susuhunan - palota)
- Keraton Mangkunegaran (palota)
- Keraton Hadiningrat
- Radya Pustaka  (múzeum)
- Sangiran (régészeti múzeum)
- A különféle vallási épületek, templomok
- A hagyományos piacok
- Különféle karneválok, ünnepek
- Kulturális események (tánc, gamelán zenekar, színház, esküvő)

## Fordítás
- Ez a szócikk részben vagy egészben  a   Surakarta című angol Wikipédia-szócikk fordításán alapul.  Az eredeti cikk szerkesztőit annak laptörténete sorolja fel. Ez a jelzés csupán a megfogalmazás eredetét és a szerzői jogokat jelzi, nem szolgál a cikkben szereplő információk forrásmegjelöléseként.
- Ez a szócikk részben vagy egészben  a   Surakarta című német Wikipédia-szócikk fordításán alapul.  Az eredeti cikk szerkesztőit annak laptörténete sorolja fel. Ez a jelzés csupán a megfogalmazás eredetét és a szerzői jogokat jelzi, nem szolgál a cikkben szereplő információk forrásmegjelöléseként.